# Льюис (лунный кратер)
Кратер Льюис (лат. Lewis) — крупный ударный кратер в западной части гор Кордильеры на обратной стороне Луны. Название присвоено в честь американского физикохимика Гилберта Ньютона Льюиса (1875—1946) и утверждено Международным астрономическим союзом в 1970 г. 

## Описание кратера
Ближайшими соседями кратера являются кратер Шалонж на юго-западе; кратер Киронс на севере и кратер Голицын на юге-юго-востоке. На востоке от кратера находятся горы Рук и далее Море Восточное. Селенографические координаты центра кратера 18°31′ ю. ш. 114°14′ з. д. / 18,51° ю. ш. 114,23° з. д., диаметр 40,3 км, глубина 2,2 км. 
Кратер Льюис перекрыт породами выброшенными при образовании Моря Восточного, над поверхностью которых выступает небольшой восточный и юго-западный участок вала. Дно чаши полностью заполнено и является лишь понижением местности неправильной формы.

## Сателлитные кратеры
- Сателлитный кратер Льюис R в 1985 г. переименован Международным астрономическим союзом в кратер Шалонж.

## См.также
- Список кратеров на Луне
- Лунный кратер
- Морфологический каталог кратеров Луны
- Планетная номенклатура
- Селенография
- Минералогия Луны
- Геология Луны
- Поздняя тяжёлая бомбардировка